# Kdeutils
Kdeutils — пакет програмного забезпечення KDE, в який входять застосунки та плети з групи Утиліти.

## Список застосунів
- Ark — пргограма архіватор.
- Filelight — програма для графічного аналізу місця на жорсткому диску.
- KCalc — калькулятор
- KCharSelect — менеджер спеціальних символів.
- KDELirc
- KDiskFree — застосунок для перегляду використання дисків.
- KFloppy- інструмент для форматування дискет.
- KGPG — графічний інтерфейс для GnuPG.
- KTimer- таймер.
- KWallet — застосунок для управління обліковими записами та паролями.
- Printer Applet — аплет менеджеру друку, розміщений в системному треї.
- SuperKaramba — програма для використання аплетів робочого столу.
- Sweeper — програма для очищення систему.